# Referèndum sobre la Catedral de Riga de 1931
El Referèndum sobre la Catedral de Riga de 1931 va tenir lloc a Letònia el 5 i 6 de setembre de 1931.
Després d'un referèndum sobre les propietats de l'església de 1923 l'Església Luterana s'havia vist obligada a compartir la catedral de Riga amb l'Església Catòlica Romana.
El referèndum sobre la catedral, va ser aprovat per un ampli marge, i malgrat una participació electoral de solament el 32%, el Govern va decidir seguir endavant amb la legislació. Aquest resultat va aconseguir un augment en la popularitat dels partits cívics a les eleccions legislatives letones de 1931 realitzades al mes d'octubre.